# Видерта
Ви́дерта — село в Україні, у Камінь-Каширській громаді Камінь-Каширського району Волинської області. Населення становить 2313 осіб.

## Походження назви села
Видерта — населений пункт, підпорядковується Видертській сільській раді Камінь-Каширського району Волинської області. Село розташоване у північній частині району, північно-східної частини області.
У давнину село мало назву Видерть, згодом Видерта. Відомі декілька версій походження цієї назви. В одній з них розповідається про давніх мешканців, які ходили лісами та розшукували старі дуплисті дерева з бджолиними роями і видирали мед. Із корчуванням дерев пов'язана й інша версія. Оскільки Видерта розміщувалась у густому лісі, то перші поселенці змушені були вирубувати ліс та будувати з нього житло, а коріння після вирубки видирали (виривали). Ще в одній версії наголошується, що селом володіли злі поміщики, які жорстоко знущалися над селянами, часто їх карали. У пошуках кращої долі мешканці втікали в інші села. Однак, їх розшукували, видирали (забирали) у нових власників. В XIX сторіччі старожили пригадували, що із села втікало так багато мешканців, що воно ставало пусткою, і для його заселення примусово привозили сім'ї з інших поселень.

## Перша писемна згадка
Перша писемна згадка про село виявлена в архіві Сангушків. У цьому зібранні документів є запис, що 11 серпня 1502 року в Камені-Коширському проведено поділ маєтку між князем Андрієм Сангушком і княгинею Анною, дружиною його брата Михайла. Далі зазначено, що половина міста Каменя і села Видерта дісталися княгині Анні Михайлівні і її сину Андрію. Сангушки володіли селом аж до XVIII сторіччя, потім воно стало власністю графів Красицьких [Архівовано 23 січня 2018 у Wayback Machine.]. Згодом село переходило у власність різних осіб цього роду.

## Теодорович М. Історико-статистичний опис села у ХІХ ст
Видерть, Велико-Глушської волості, від Житомира — в 407 верстах, до Ковеля — найближчої залізничної станції — 70 верст, до поштової станції Камень-Коширська — 16 верст, найближча парафія села Ворокомля — 5 верст, Великої Глушки — 7 верст.
На 1900 рік парафія складалася з села Видерть і хутора Каливиця, у якому жило 5 сімей, що виселилися у 1840-х роках, і який був на віддалі 2 верст від села. Видерть ділилася на дві частини — Загаття і Тимонівку. На початку XIX століття село являло собою багато хуторів, хаотично розміщених на території близько 2 квадратних верст. В них було багато залишених жителями хат, так званих «пусток». Тоді власник села, очевидно, хтось з родини Красицьких, на відведеній площі провів пряму лінію і наказав по обидва боки будувати хати, а позаду їх — господарські прибудови.
Видертська парафія межувала: з півночі з селами Залаззя і Велика Глушка, з півдня — з Ольблєм і містом Камінь-Коширський, із заходу — з Черчем і німецькою колонією, і з сходу — з Ворокомлем.
Різдво — Богородична церква побудована у 1738 році на кошти парафіян. До церкви приходили не лише жителі Видерти, але й хутора Каливиці. У 1876 році була добудована дзвіниця і заново перебудована церква, виконував ці будівельні роботи житель міста Слоніма Гродненської губернії Карл Сонгайле. У 1883 році вбудований новий, у три яруси, іконостас. Церква одноглава, висота до купола — 10 сажнів, завдовжки 8 сажнів і завширшки 3,5 сажні. Метричні книги зберігалися з 1777 року, опис церковного майна існує з 1884 р. У другій половині XVIII ст. і на початку XIX ст. парафія була греко-католицька і священики були греко-католики: метричні книги за той час написані по-польськи і частково на латині. Священики повністю залежали від свого поміщика, змушені були говорити лише по-польськи і виконувати всі накази пана та його челяді. В середині XIX століття у Видерті було 99 дворів і 644 жителі. За даними 1896 року у парафії було 116 дворів, парафіян — 922. На той час всі прихожани були православними, тільки поміщик і його придворні — католики. В 1906 році було 145 дворів і 1045 жителів, в 1910 р. — 1084 чоловіки. Багато людей помирало. Із 25 народжених виживали менше половини. Ні про яку науку для селянських дітей не могло бути й мови. Тільки на початку XX ст., у 1902 р., була відкрита церковно-парафіяльна школа, у якій навчалось лише 18 дітей заможних селян. Всі інші діти були наймитами, пастухами.
Земля, де жили видертці, була піщана, малородюча, до того ж навкруг села розкинулись непрохідні болота — початок знаменитих пінських боліт. Серед боліт траплялися пагорбки, там переховувались свого часу польські повстанці, яких переслідували російські війська. В історичній літературі згадується, що у видертських болотах було багато в'юнів, їх виловлювали селяни і возили продавати у Ковель. У лісах навкруги Видерти водилась величезна кількість звірів, а диких кабанів було так багато, що вони знищували на полях посіви хліба. Проте зі знищенням лісів залишилося їх зовсім мало. Клімат дуже несприятливий для здоров'я. Дороги незручні і важкі для їзди, пролягають через болота, причому викладені стовбурами дерев, нічим неприкритими. Селяни жили в курних хатах, за світло у них була «лучина» (смолиста тріска сосни), яку було навіть важко дістати. При такому світлі жінки ткали, вишивали для панів.
Жилося селянам важко. Постійно працюючи на поміщика, вони не мали змоги добре обробити землю, тому вона давала мало користі. Був час, коли хліб пекли з соснової кори, а суп варили з липового листя. Таке злиденне життя змушувало селян покидати рідні місця і шукати кращої долі у сусідніх губерніях — Мінській і Гродненській, — там йшли наймитами до заможних селян лише за їжу та одежу. З 1855 по 1859 роки розбіглось більше половини села.
Звільнення від кріпацької залежності не принесло селянам відчутного полегшення, але життя набуло цікавішого змісту. Втікачі верталися, обновляли свої господарства, покращувалося матеріальне становище селян. Збільшився приріст населення, число якого після оголошення вольності подвоїлось.
Повний селянський наділ становив 18 десятин, але земля у Видерті малородюча, тому селяни переважно займалися тваринництвом. На тутешніх ярмарках продавалася виключно худоба. Сюди приїжджали із Варшави купці і купували цілі тисячі голів худоби. Чимало селян займалося бджільництвом, вулики були із видовбаних колод або дуплянок, чи у дуплистих деревах. У таких деревах продовбували отвір, а зверху дупло закривали дошкою, щоби туди не затікала дощова вода. В селі стояло до 40 пасік. У Видерті було розвинуте ткацтво і бондарство. Кожен чоловік — бондар, а жінка -ткаля, причому займаються цим для особистих потреб. «Якщо дівчина не вміє ткати, то вона і заміж не вийде»,- говорили люди. На початку XX століття видертці мали у користуванні чотири млини, три з яких були власністю селян, а четвертий — корчмаря єврея Лейзера Вольштейна.

## Початок XXст
У 1918 році, після жовтневого перевороту землі маєтку Красицьких були поділені між селянами. Та над Видертою, як і над іншими західноукраїнськими землями знову нависла темна ніч шляхетсько-польської неволі. В урочищі «Криниця» мешкали пани, яких називали Криничними. Вони мали великий маєток, навкруги якого були посаджені кущі бузку, черемхи, троянд, працювало у них багато наймитів. Щоб селянин міг надерти лика для постолів чи в лісі нарвати ягід, назбирати грибів, повинен був мати квиток, на малих дітей також брали квитки. За це треба було панові відробити. Навчали дітей у школі польською мовою, але селянських дітей там було мало.
У своїх спогадах написала про 1920-1930-ті у Видерті українка з Канади Любов Василів-Базюк — донька священика, який мав парафію у Видерті від 1924-го до 1935 року:
| Велике село, старовинна церква, хата, сад, город, поле та багато болотяних лугів і лісів. Парафіяни дотримувалися своїх звичаїв, пісень та особливої поліської народної культури. Люди вигодовували худобу, випасали овець, сіяли збіжжя, крім пшениці, яка тут не родить, садили картоплю, сіяли багато льону та конопель. Займалися ткацтвом, столярством та взагалі виробами з .дерева. Селяни були побожні, ходили до церкви, святкували всі свята, що випадали серед буднів, та дотримувалися строго постів. Батько, крім духовної праці, займався разом з мамою культурною та освітньою роботою. Передплачували пресу, книжки, дитячу літературу зі Львова, очевидно, церковну літературу із Кременця та організували церковний хор. До батькового приїзду в церкві тільки співав один дяк. Хорового співу в церкві люди не чули. Мама співала в хорі, займалася молоддю разом із сином дяка. Церковні та світські видання, які приносила пошта, читала наша родина, дякова та все село по черзі. Батько також займався господарством. Вчився сам господарювати на піскових та болотяних ґрунтах від добрих господарів. Тільки купив залізного плуга та борони, бо в селі ще вживали дерев'яні. Люди ловили рибу, сушили в'юнів, збирали гриби та чорниці. Одежу шили із свого тканого полотна, вишивали та перетикали на верстатах узорами, ходили в дуже чистій одежі. Мали також святочну одежу, ткану та вишиту, а на зиму виправляли свої кожухи. В той час Польща почала висушувати болота, ставало більше доброї землі під городи. До сусіднього села Ворокомля до отця Григорія Шиприкевича (пізнішого єпископа Геннадія) ми їздили в гостину літом дорогою, а зимою санками навпростець замерзлим льодом. Дорога до Камінь-Каширського була піщана, місцями колеса застрягали до половини. Зимою було легше переїжджати, тільки небезпечно, бо нападали стада вовків. Батько був молодий, повний енергії, ентузіаст, не щадив своїх сил, тісно співпрацював з селянами та передплачував журнал «Сільський Господар». Сам вчився і людей учив, як пристосовувати нові методи та розвинути молочну господарку. За допомогою батька село закупило до спілки молочні центрифуги, січкарні, парники для варення картоплі худобі, та інше. Зорганізував у селі кооперативну систему, купили вовнодерки, машини бити олію та відчинили у селі крамницю кооперативу. Крім піднесення економічного стану селян, що було дуже потрібним, батько брав активну участь у всіх діях та роботах парафіян. До мами зверталися жінки в різних справах: догляд дітей, гігієна, здоров'я та навіть куховарство. Мама ходила часто з донькою дяка Мартою на вечорниці. Навчилася багато поліських пісень, приспівів, а сільську молодь вчила співати козацькі, народні, з інших областей України, пісні, а також пісні на слова Тараса Шевченка. Бідні парафіяни засівали поле священика, беручи собі половину врожаю, а не третину, як це водилося на інших парафіях, та також тут до батькового приїзду. Парафіяни приходили радитися з різними справами, а батько мав таку настанову, що завше мав час для своїх парафіян. Польський уряд почав переслідування. Призначив учителів-поляків, які також мали неписані обов'язки, а саме, стежити за священиками, селянами та доносити до влади. Учительки перевіряли, які книжки, газети та дитячі журнали несуть люди від священика. А треба було проходити біля школи. Вони зупиняли людей, питали та вимагали показати їм книжки та газети. Люди почали ходити городами та болотами, а учительки почали роздавати в школі польські книжечки, кажучи, що вони є кращими від тих, що позичає їм отець Йосип. На десятому році завзятої праці у Видертій польська влада почала вимагати викладати українським дітям у школі релігію польською мовою (поляків у селі не було), читати святе Євангеліє та говорити проповіді тільки польською мовою. Батько ніяк не міг на це погодитися. Відмовлявся різними причинами, отримував нагадування від «Поліського Старости», сам скаржився до свого єпископа Олександра у Пінську та шукав захисту, але все це було даремним. Єпископ Олександр нічого в тій справі не робив. Він був за походженням росіянином і доля Полісся, української мови та священиків-патріотів його не цікавила. Приїжджаючи на візитацію парафій, говорив російською мовою. Приїжджав дуже рідко, боявся села, селян, болота, туберкульозу та тифу, що панував кожної весни, і тому не скидав з рук своїх білих рукавичок. Він «забував», що священики сповідають вмираючих на тиф та на туберкульоз, відвідують хворих та духовно розраджують цілі родини. Внаслідок пасивної позиції єпископа Олександра, який не шукав допомоги у митрополита Діонисія, Голови Православної Церкви у Польщі, батько отримав офіційного листа від старости Костика Бернацького з наказом залишити Полісся за третім параграфом протягом 24 годин, а як не залишить — то втратить польське громадянство і муситиме покинути Польщу… Батько вибрався на Волинь, до свого батька архімандрита Серафима, до монастиря у Кременець. Єпископ Олександр назначив нового священика отця Богдана Соловія до Видерти, який помирав на туберкульоз |

## Друга Світова війна в історії краю

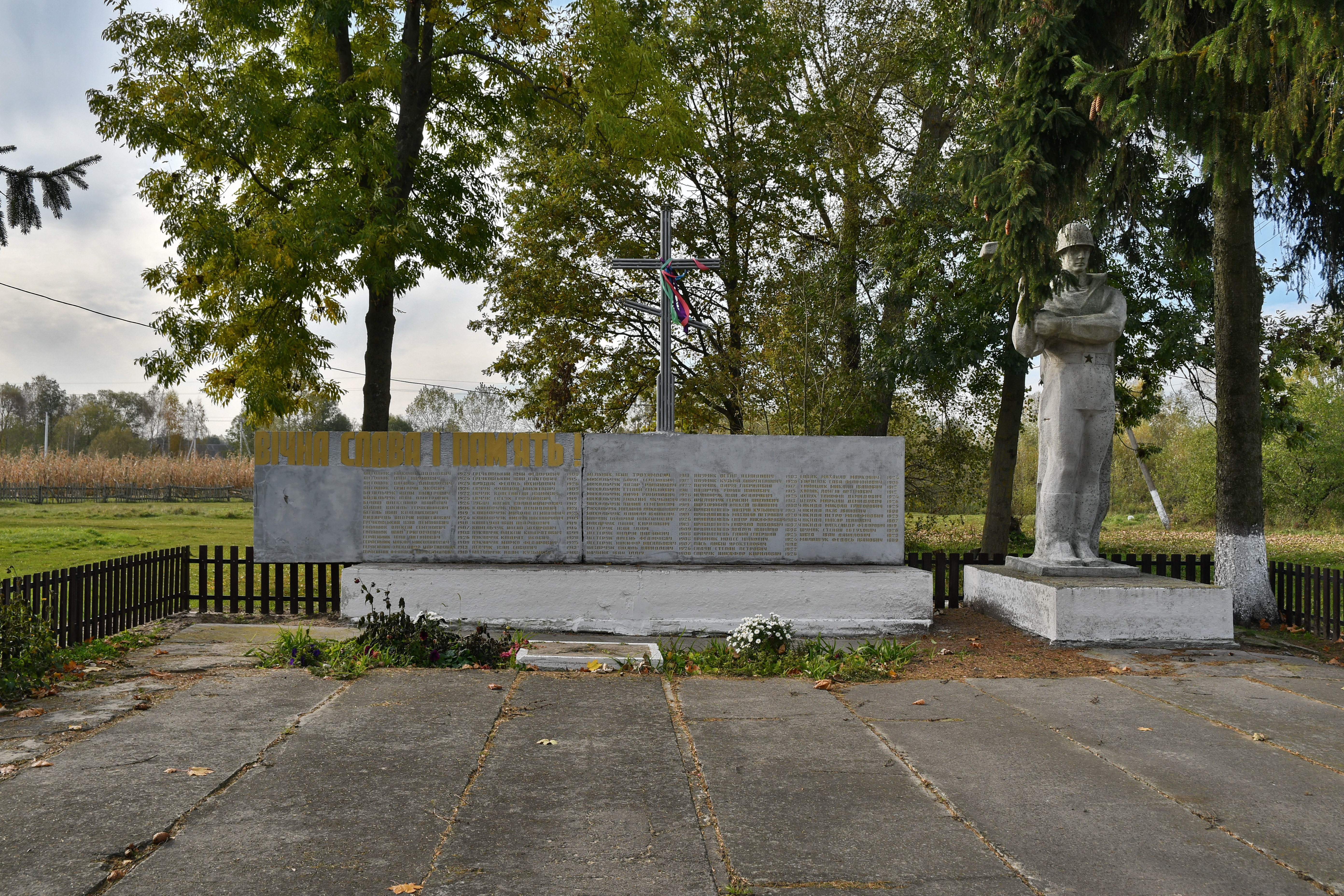

Селяни Видерти вересень 1939 року зустріли з великою радістю і надією, що нарешті вони одержать панську землю (на території села були поміщицькі маєтки Жидовецького — управителя в с. Осівці, Ворокомле, Видерта,) і рівні для всіх права. Пройшов місяць, другий, а панські землі ніхто селянам не давав. Селян же змусили сплачувати податки як грошові, так і натуральні — зерно (по 1-2 цт/га), м'ясо, особливо цінувались шкіра від свиней, тощо. Податки стали ще більшими, ніж за часів панської Польщі. Згодом посилився тиск на селян до організації колгоспів. Переважна більшість селян боялися їх. З приходом Радянської влади селяни вперше почули нове слово «куркуль». У Видерті це були господарі, які мали по 4-5 га землі, працювали, мали свій хліб і тим відрізнялись від злиденнішої частини односельців. Було репресовано 4-5 чоловік, хоча вони й не підлягали під дію постанови РНК СРСР від 21 травня 1929 р. «Про ознаки куркульських господарств, до яких належить прикладати кодекс законів про працю».
В 1940 році у Видерті був створений колгосп імені Чапаєва, який складався з 10 чоловік, головою було обрано Михальчука Никифора. Спочатку панські землі до колгоспних не належали, але деякі селяни самовільно захоплювали їх і користувались. Колгосп був розташований в районі школи.
В 1941 році почався призов в Червону Армію тих, хто мав 19 років, їх направляли в Сибір і на Далекий Схід. Зимою 1940—1941 pp. всі говорили про війну з Німеччиною. Багато з тих, хто раніше був призваний у польську армію в 1939 році, вже воював з нацистами.
В неділю 22 червня 1941 року, коли виганяли на пасовисько худобу, над Камінь-Каширськом кружляли літаки і скидали бомби, хоча в місті значних промислових об'єктів і військових гарнізонів не було. В понеділок 23 червня було оголошено мобілізацію всіх військовозобов'язаних. Але вона проводилась так спішно, що віддаленіші села, серед них і Видерта, її взагалі не проводили (Видерта належала до Любешівського району і вважалося віддаленим селом). 27-28 червня у районі з'явились німці. У Видерті їх не було. Окремі групи солдат або поодинці, часом без зброї, брели сільськими, лісовими дорогами (через Черче, Хотешів) з-під Кобрина і Малорити, шукаючи дороги до старого, 1939 року, кордону. Більшість з них загинули. Інші залишались в селах, або потрапляли в полон. З мешканців с. Видерта тільки Наумик Іван Ілліч пішов на Схід, але повернувся назад і таємно переховувався у родичів.
В селі був встановлений «новий порядок». Сільським старостою, якому належала вся повнота влади в селі і який виконував всі розпорядження окупаційних властей, був Матвійчук Василь Якимович, а секретарем — Чикида Петро Федорович. На кожен двір в залежності від кількості землі накладались податки: зерно, м'ясо, яйця, молоко і ін. (згодом гроші). Податки мало чим відрізнялись від більшовицьких. Взимку 1942-43 pp. декілька селянських дворів повинні були здати по кожухові. На Видерту прийшла рознарядка з мобілізації молоді на роботу в Німеччину. Всього з села було відправлено 25 хлопців і дівчат.
Панські землі стали власністю німецької адміністрації, яка через свого управителя проводила всі роботи на них. Ним був колишній пан офіцер Жидовецький. До 1940 р. він жив в Олівцях, селяни його хотіли вбити, але він втік, а з приходом німців повернувся. В управі Жидовецького працювали робітники з Видерти, які користувалися певними пільгами.
Селян карали за будь-який непослух. Попередили, що за вбивство німця підлягало знищенню все село. Суворо заборонялось переховувати євреїв, циган чи будь-кого підозрілого. З метою нагляду створювалась варта. На кожних десять хат був один «десяцький». Німецького гарнізону у Видерті не було, він знаходився у сусідньому селі Ворокомле на території колишнього панського двору. Були гарнізони в с. Осівцях, Глуші.
Першим з видертців, хто взяв зброю і почав боротися з окупантами на рідній землі, був Наумик Іван Ілліч. В 1942 р. він організував невеличкий партизанський загін, що складався переважно з втікачів-євреїв, яким пощастило вирватись з гетто та уникнути розстрілу. Згодом сюди було залучено сім'ю Малієвських (яка знущалася з людей в селі), що проживала між Видертою і Малою Глушею, свого брата Наумика Василя Ілліча. Малієвські ходили вночі по хатах у вікно тикали зброю і лопату і люди клали останні дитячі харчі хто не клав били принижували. Трохи пізніше сюди приєдналися солдати, що жили в селі. Повстанської бази загін не мав, жили біля боліт. Потім цей загін осів в селі Ветли, де вже були інші загони, зокрема, імені Сталіна, Ворошилова, Чапаєва. Командиром цього партизанського з'єднання був Михайловський — учасник оборони Бреста, комісаром був Чубанов, також учасник оборони Бреста. Видертський загін був названий в честь Суворова. Протягом 1942 — 43 pp. цей загін не відзначився якимось особливими воєнними діями. Німецькі гарнізони, що знаходились в селах Ворокомле, Мала Глуша, Велика Глуша повністю контролювали ситуацію. Проте ці партизани попалили школи, панські маєтки в тих місцях, де німців не було. Партизани часто грабували, тероризували населення. Тому їх дії не так активно підтримували прості поліщуки.
Весною 1943 року партизанський рух посилився з прибуттям в білоозерські ліси загонів Федорова, Ковпака, Сабурова. Вони реорганізували місцеві дрібні загони, припинили їх грабежі і свавілля. Партизани готувались до походу на Ковель. Протягом осені — зими 1943—1944 рр. закликали людей вступати в загони. В березні 1944 р. призовники Видерти були мобілізовані партизанами і пішли до Рафалівки (17 чол.). Вони були розкидані по різних місцях. Частину привезли у Росію, де пропустили їх через «смерш», багато загинуло з голоду. Інших направляли або під Кенінгзберг, або на Далекий Схід.
Коли фронт підійшов до Невіру, жителів Видерти вивозили за Стохід, у Серхів, де всі мешканці село жили близько 3 місяців. У Видерті розміщувався так званий «другий ешелон» (війська, якими робили заміну на передовій). Під час воєнних операцій матеріальних збитків село не зазнало. Жителі повернулися з Серхова, їх чекав голод. Така ж біда була в усюди. Люди їли жолуді, обрізки з картоплі, полову. В околицях Видерти, Ворокомле, Осівців діяли загони ОУН — УПА. З Видерти — 2 чол., з Грудок — 7 чол. пішли в УПА («в корчі»), загони Берези та Калини. Проти тих, хто був в лісі, створювали загони «ястребків». Хлопців примушували брати зброю і воювати в цих загонах. З другої сторони, «лісовики» влаштовували терор. Бачачи безвихідь свого становища, вони почали зводити особисті родинні рахунки між собою.
Наприкінці березня 1944 р. в районі Малої і Великої Глуш, Видерти відбулися бої. На початку квітня 1944 р. 13 армія під командуванням генерал-лейтенанта Глухова вступила в село. Відразу ж було встановлено Радянську владу. Головою Видертської сільської ради був Наумик Василь Іванович. Він разом з уповноваженим НКВД Жирносенком робили все, що хотіли.
З фронтів війни не повернулись 82 жителі Видерти. У 1970 році в пам'ять про полеглих односельчан споруджено у селі меморіал. Автор пам'ятника І. П. Нікітін. Над прямокутною стелою із викарбуваними іменами полеглих односельчан височить скульптура воїна у повний зріст, у касці і з факелом в руках.
Ще наприкінці 1944 р. у визволеній Видерті відкрили школу, куди приїхало багато вчителів із Сходу, особливо дівчат. Було створено комсомольську організацію, яку очолила Наумик.

## Повоєння
05.02.1965 Указом Президії Верховної Ради Української РСР передано Видертську сільраду Любешівського району Волинської області до складу Камінь-Каширського району.

## Населення
Згідно з переписом УРСР 1989 року чисельність наявного населення села становила 2265 осіб, з яких 1121 чоловік та 1144 жінки.
За переписом населення України 2001 року в селі мешкало 2300 осіб.

### Мова
Розподіл населення за рідною мовою за даними перепису 2001 року:
| Мова       | Відсоток |
| ---------- | -------- |
| українська | 99,83 %  |
| російська  | 0,13 %   |
| білоруська | 0,04 %   |

## Церква Різдва Пресвятої Богородиці
За свідченнями старожилів храм в ім'я Різдва Пресвятої Богородиці с. Видерта [Архівовано 7 листопада 2017 у Wayback Machine.] був побудований на місці старого кладовища. В 1738 році на кошти парафіян в центрі села між Загаттям і Тимонівкою на кам'яному фундаменті з дерева була побудована ця святиня.

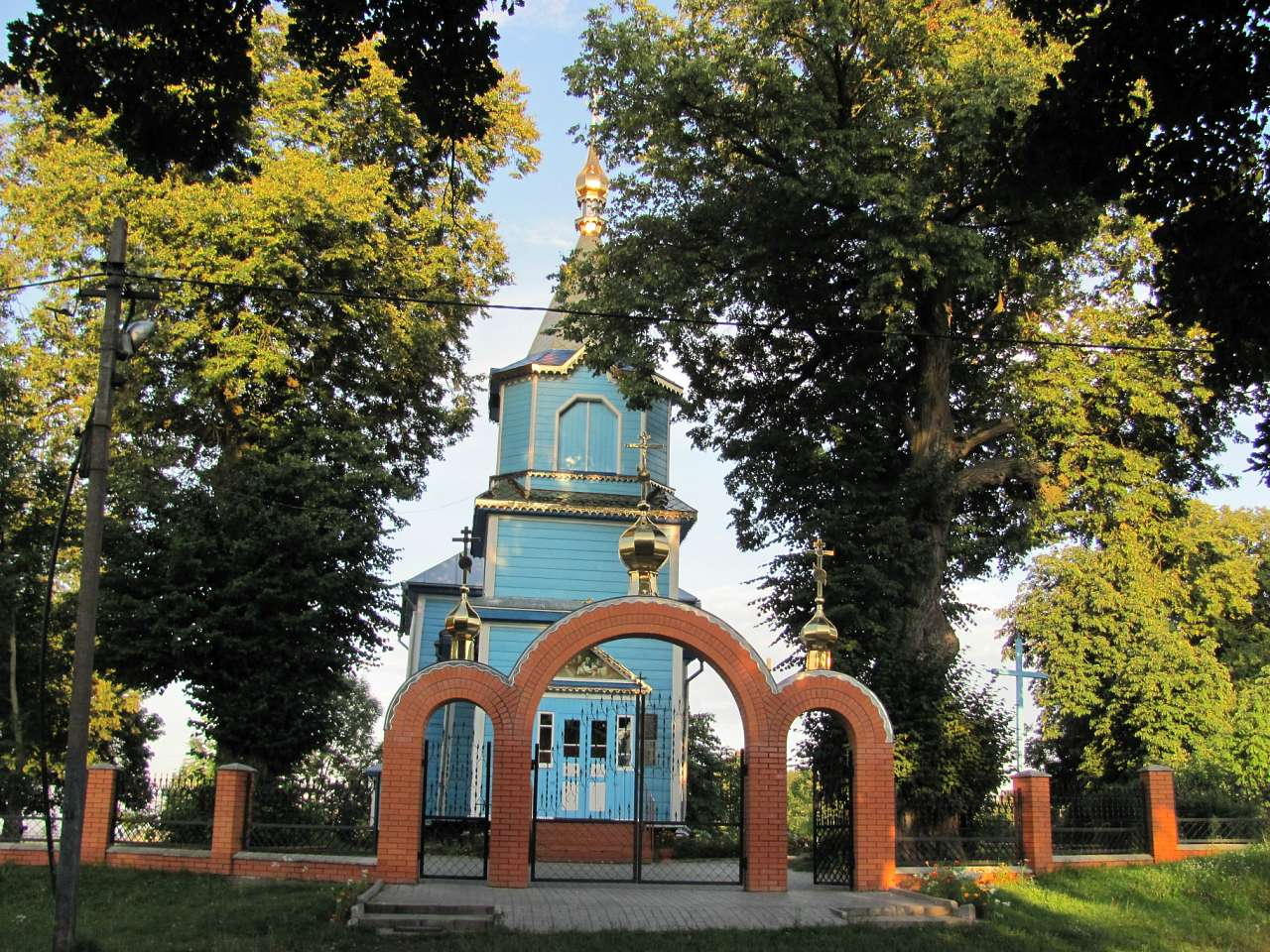

В 1876 році вся церква заново була перебудована і доставлена дзвіниця. Виконував ці будівельні роботи житель міста Слоніма Гродненської губернії Карл Сангайло. В 1883 році був поставлений 3-ох ярусний іконостас, а в 1894 році вся церква була пофарбована. Церква одноголова, має вигляд неправильного хреста, висота до купола — 10 сажнів, довжиною у 8 сажнів і шириною 22 сажні. П'ятикутний вівтар побудований на схід. Антимінс освячений в 1892 році Архієпископом Модестом і виданий взамін рожевого атласного, освяченого в 1869 році Волинським Архієписпоком Агафангелом. На горному місці в кіоті ікона Почаївської Божої Матері. Дарохранительниця, стара, з жовтої міді, вибілена і в деяких місцях позолочена, із зображенням в нижньому ярусі Апостолів Петра і Павла, а в верхньому — двох херувимів з рипідами в руках. Церковної утварі не дуже достатньо. Метричні книги зберігалися з 1777 року. Діяла церковно-приходська школа.
Священнослужителями при цьому храмі були:
- Священик Григорій Онисифорович (1777—1780 рр.).
- Священик Андрій Баландович (1780—1797 рр.).
- Священик Іван Мілішкевич (1797—1810 рр.).
- Священик Михайло Литвинович (1810—1831 рр.).
- Священик Федір Йосипович Тарановський (1831—1872 рр.), виходець із села Запруддя Ковельського повіту, священик закінчив Литовську Духовну Семінарію в Жировицях.
- Священик Михайло Новоселецький (1873—1876 рр.).
- Священик Іван Іванович Тучемський (1877—1878 рр.).
- Священик Митрофан Стефанович-Каролинський (1878—1887 рр.).
- Священик Іадор Петрович Нарушевич (1887—1892 рр.).
- Священик Михайло Володимирович Олександрович з 1892 р. був настоятелем і на початку ХХ ст.

У ХХ ст. храм був православним, але за часів атеїстичної влади, у повоєнні роки, віруючі зазнавали утисків і в 1961 р. церковна громада припинила свою офіційну діяльність. Люди були змушені іти до храмів сусідніх сіл, де хрестили своїх дітей та вінчались. Так протягом майже 30-и років ходили по чужих селах, а свій храм стояв пусткою і руйнувався. Лише наприкінці 80-х років клопотаннями віруючих, а саме у 1989 році Церква знову була відкрита.
Храм був  занедбаний, тому потрібно було прикласти багато зусиль, щоби його відреставрувати. Було замінено декілька зогнивших дерев‘яних брусів, повністю перекрита церква.
Навесні 1990 р. по благословенню Преосвященного Варфоломія єпископа Луцького і Рівненського благочинний Камінь-Каширської округи протоієрей Феодосій Іванович Кристецький, звершив освячення храму.
Першим настоятелем храму був священик Михайло Мушин, який приклав багато зусиль для просвіти людей, які були виховані в атеїстичній державі. Він був настоятелем до 1999 р. З 1999 по 2000 рік настоятелем був священик Олег Селеверстов. Зараз настоятелем є протоієрей Анатолій Деречей [Архівовано 7 листопада 2017 у Wayback Machine.].

## Сучасний стан села
В користуванні сільської ради: всього 4885 га землі, у тому числі ріллі — 1539,6 га, земель запасу — 228 га, земель резерву — 222,4 га, заклади, установи, організації займають 6,8 га, лісів — 1378,6 га, пасовища — 195,11 га, сіножаті — 788,8 га, земель несільськогосподарського призначення — 525,65 га. У користуванні громадян села: всього — 2261,25 га, у тому числі ріллі — 135,3 га, пасовища — 169,4 га, багаторічні насадження — 24 га, під житловою забудовою — 27 га, сіножаті — 687,85 га. На території сільської ради нараховується 654 житлових будинків, у тому числі 30 пусток, 624 господарства. Населення на початок 2009 року становили 2265 мешканці. У тому числі жінок — 1198, чоловіків — 1067, дітей віком до 6 років — 324, шкільного віку — 380, пенсіонерів — 542 особи.

## Історія Видертської школи І-ІІІ ступеня (з 09.02.2021р.— ЗЗСО Видертський ліцей)
У радянський час почала діяти початкова школа. Вчителями були вихідці з села А.Герасимик, П. Н. Приведенець. У повоєнний час вчителями-завідувачами школи працювали Тараненко, Н. В. Розборська, В. М. Гриценко, Крупеніч. З 1949 року школа стає семирічною, директор — М. У. Ференчук. У школі працювало 9 педагогів. Вона розміщалася у семи хатках. На хуторі Криниця комбіновані класи вела Галина Василівна Антонюк.
М. Ференчук, який працював директором школи з 1952 по I960 рік, згадує, що відвідування в школі становило 60-65 відсотків і тому охоплення навчанням усіх дітей шкільного віку було справжньою проблемою для вчительського колективу. А причина полягала в тому, що діти постійно залучалися батьками до сільськогосподарських робіт. Вечорами вчителі ходили по хатах, працювали з молоддю, навчали їх писемності.
На кінець 50-х років у школі навчалось у дві зміни 380 учнів. З 1960 року школа стала восьмирічною. Директором призначили Михайла Васильовича Рюміна. 30 грудня 1972 року завершено будівництво і відкрито нове приміщення школи, яка стала середньою. Воно налічує 20 класних кімнат, загальна площа яких 2780 кв. м.
У сорокових — вісімдесятих роках директором школи були: Микола Улянович Ференчук, Михайло Васильович Рюмін, Степан Михайлович Лесик, Василь Михайлович Бряник, Юрій Михайлович Попович, Віктор Петрович Калюх. З 1984 р. по 2006 р. директором була Галина Григорівна Цигипало. З 2006 року цю посаду обіймає Станіслав Лукашович Назарчук.
У нинішній школі І-ІІІ ступеня навчається 378 дітей, з ними працюють 45 педагогів.

## Фольклорний колектив «Криниця»
Знаний в краї фольклорний колектив «Криниця», який на сьогодні об'єднує 14 прекрасних жінок різних професій. Керівником фольклорного колективу була Ольга Василівна Малащук, яка приклала найбільше зусиль, щоб організувати «Криницю», а нині вона є активним учасником групи. Продовжує керівництво молода і відповідальна Людмила Петрівна Лесик.

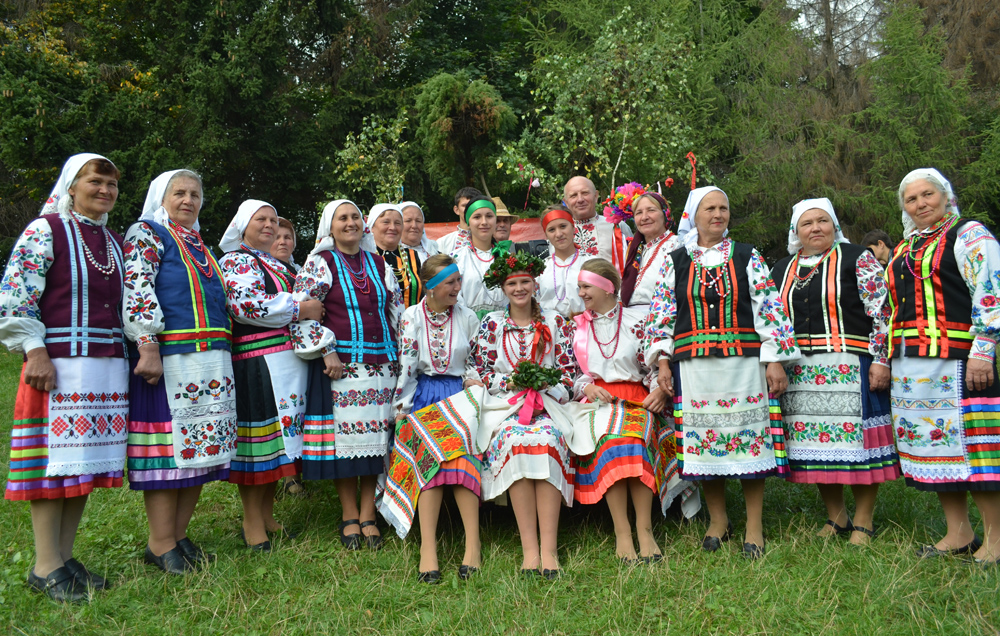

У липні 2017 фольклорний колектив «Криниця» виступив із піснею «Льон-льонок» на телеканалі UΛ:Перший у програмі Оксани Пекун «Фольк-music» (випуск № 397 від 02 липня 2017).

## Люди
- Василів-Базюк Любов Йосипівна (1929) — українська письменниця з Канади, магістр бібліотекарства та інформацій, почесний професор Східно-Європейського Університету ім. Лесі Українки, Луцьк
- Герасимик Дмитро Миколайович (1988—2014) — солдат Збройних сил України, учасник російсько-української війни. 17 серпня 2014 року загинув в боях за свободу, незалежність і територіальну цілісність України.
- Зубач Олексій Васильович — військовослужбовець Міністерства внутрішніх справ України, офіцер бригади спецпризначення «Барс», старший інструктор зі спеціальної підготовки і спорту. Заслужений «краповик» та шестиразовий «Майстер спецназу»: дотепер його рекорд ще нікому не вдалося повторити.
- Цепух Сергій Михайлович (1992—2018) — солдат Збройних сил України, учасник російсько-української війни. 9 серпня 2018 року загинув в боях за свободу, незалежність і територіальну цілісність України.
- Чикида Юрій Іванович (9 грудня 1988) — український спортсмен-важкоатлет у ваговій категорії 85 кг. Майстер спорту України міжнародного класу, член національної збірної України. Чемпіон України; встановив чотири рекорди України.
- Савчук Віктор Васильович](1990—2022) – солдат Збройних Сил України, учасник російсько-української війни. 5 грудня 2022 року загинув в боях за свободу, незалежність і територіальну цілісність України.
- Чикида Максим Володимирович (2000—2022?) — лейтенант Збройних сил України, учасник російсько-української війни.